# Антоній Окенцький
Анто́ній Ону́фрій Оке́нцький (пол. Antoni Onufry Okęcki; 13 червня 1730—15 червня 1794) — державний діяч Речі Посполитої, священник і єпископ Римо-Католицької Церкви. Представник шляхетського роду Окенцьких гербу Радван.

## Життєпис
Народився в Окенце, Польща. Син Якуба Окенцького й Катерини Грибовської. Прийняв священство 19 травня 1755 року. Випускник Краківської академії, доктор права (1767). Великий канцлер коронний (1780-1786), сенатор. Єпископ холмський (4 березня 1771-1780) і познанський (20 березня 1780-1793). Помер у Варшаві, Польща. Похований у соборі святого Івана Хрестителя.
1747 року він вступив до семінарії у Варшаві під керівництвом священників-місіонерів. Висвячений 19 травня 1755. Надалі він став секретарем тодішнього Познанського єпископа Теодора Чарторийського, завдяки якому отримав багато привілеїв.
1767 року він закінчив навчання в Краківській академії, захистивши докторські праці з обох прав. Ще того ж року Чарторийський призначив його на пост губернатора Варшави. Виконуючи цю функцію, Окенцький підійшов до садиби Станіслава Августа Понятовського, завдяки особистій підтримці отримав її 14 квітня 1771 посаду єпископа.
Під час сейму в 1773-1775 років як член Сенату виступав за те, щоб відновити територіальну цілісність Республіки, а також привілеїв духовенства і католицького віросповідання, увійшов до складу делегації.
Водночас сейм призначив його головою судової комісії з цінних паперів після очищення єзуїтського ордену. 18 вересня 1773 підписав договори поступки Республікою Обох Народів земель, захоплених Росією, Пруссією та Австрією під час I розділу Польщі. 1773 року був кавалером Ордена Святого Станіслава. 1775 р. був членом Ради Вічний, і того ж року єпископ познанський Анджей Станіслав Млодзейовсий призначив його своїм помічником, продовживши свою політичну кар'єру.
У новій єпархії він призначив на місце Любранскої Академії, об'єднаної Кеном з єзуїтським коледжем, духовну семінарію, якій 1784 року присвоїв статут, високий дохід і створив у ньому вигадане богословське дослідження. Крім того, до його заслуг слід додати реконструкцію Кафедрального собору в Познані, після пожежі, з 1772 і реформу організаційної єпархіальної адміністрації.
Участь єпископа в справах єпархії призвела до того, що він почав нехтувати світськими служіннями. Конфлікт з російським депутатом призвів до того, що 1786 року він служив канцлером, однак, як єпископ познанський, продовжував брати участь у політичному житті країни. Був членом конфедерації Чотирирічного Сейму. Протягом Чотирирічного Сейму він вважався прихильником реформ. У той час він був головою депутатів, спрямованих на розгляд вимог городян. При цьому велика частина податкових реформ, що обговорювалися в ході засідання, були його. 
1786 року помер у Варшаві, де був похований у Соборі Святого Іоанна.